# Оксамитненська сільська рада
Оксами́тненська сільська́ ра́да — адміністративно-територіальна одиниця та орган місцевого самоврядування в Болградському районі Одеської області. Адміністративний центр — село Оксамитне.

## Загальні відомості
Оксамитненська сільська рада утворена в 1982 році.
- Територія ради: 17,57 км²
- Населення ради: 1 368 осіб (станом на 2001 рік)
- Водоймища на території, підпорядкованій даній раді: озеро Ялпуг

## Населені пункти
Сільській раді підпорядковані населені пункти:
- с. Оксамитне
- с. Тополине

## Населення
Згідно з переписом 1989 року населення сільської ради становило 1267 осіб, з яких 596 чоловіків та 671 жінка.
За переписом населення 2001 року в сільській раді мешкало 1305 осіб.

### Мова
Розподіл населення за рідною мовою за даними перепису 2001 року:
| Мова       | Відсоток |
| ---------- | -------- |
| російська  | 52,7 %   |
| болгарська | 19,44 %  |
| гагаузька  | 10,09 %  |
| українська | 8,7 %    |
| молдовська | 6,8 %    |
| білоруська | 0,07 %   |

## Склад ради
Рада складається з 16 депутатів та голови.
- Голова ради: Рожкова Світлана Миколаївна
- Секретар ради: Яремчук Катерина Олексіївна

### Керівний склад попередніх скликань
| Прізвище, ім'я, по батькові        | Основні відомості                                                                       | Дата обрання | Дата звільнення |
| ---------------------------------- | --------------------------------------------------------------------------------------- | ------------ | --------------- |
| Константинова Валентина Георгіївна | Сільський голова, 1961 року народження, член Народної партії                            | 26.03.2006   | 31.10.2010      |
| Рожкова Світлана Миколаївна        | Сільський голова, 1964 року народження, освіта середня спеціальна, член Партії регіонів | 31.10.2010   |                 |

Примітка: таблиця складена за даними сайту Верховної Ради України

### Депутати
За результатами місцевих виборів 2010 року депутатами ради стали:

#### За суб'єктами висування
| Суб'єкт висування                                       | Кількість обраних депутатів | %    |
| ------------------------------------------------------- | --------------------------- | ---- |
| Партія регіонів                                         | 11                          | 68,8 |
| Комуністична партія України                             | 2                           | 12,5 |
| Самовисування                                           | 2                           | 12,5 |
| Політична партія Всеукраїнське об'єднання «Батьківщина» | 1                           | 6,3  |

#### За округами
| № округу                                                | Прізвище, ім'я, по батькові  | Дата визнання обраним | Освіта             | Партійна приналежність                        | Відомості про обраного депутата                                             |
| ------------------------------------------------------- | ---------------------------- | --------------------- | ------------------ | --------------------------------------------- | --------------------------------------------------------------------------- |
| Комуністична партія України                             |                              |                       |                    |                                               |                                                                             |
| 11                                                      | Бейлекчі Іван Дмитрович      | 03.11.2010            | середня спеціальна | член Комуністичної партії України             | дослідне господарство ім. Суворова, голова профспілки                       |
| 14                                                      | Сосунов Юрій В'ячеславович   | 03.11.2010            | середня спеціальна | член Комуністичної партії України             | Болградське газове господарство, слюсар                                     |
| Партія регіонів                                         |                              |                       |                    |                                               |                                                                             |
| 1                                                       | Дімов Олег Миколайович       | 03.11.2010            | середня            | член Партії регіонів                          | Оксамитненський фельдшерський пункт, водій санітарного автомобіля           |
| 2                                                       | Радулов Аркадій Іванович     | 03.11.2010            | вища               | член Партії регіонів                          | Болградська РДА, головний інженер                                           |
| 4                                                       | Примічева Вікторія Дмитрівна | 03.11.2010            | вища               | член Партії регіонів                          | Оксамитненськії фельдшерський пункт, бухгалтер                              |
| 5                                                       | Большак Світлана Сергіївна   | 03.11.2010            | вища               | член Партії регіонів                          | Оксамитненська загальноосвітня школа, вчитель російської мови та літератури |
| 6                                                       | Кірчу Любов Панасівна        | 03.11.2010            | вища               | член Партії регіонів                          | пенсіонер                                                                   |
| 8                                                       | Ободьонов Ігор Олексійович   | 03.11.2010            | середня спеціальна | член Партії регіонів                          | ТОВ «Вінхол», зварювальник                                                  |
| 9                                                       | Яремчук Катерина Олексіївна  | 03.11.2010            | вища               | член Партії регіонів                          | Оксамитненська сільська рада, начальник військового облікового стола        |
| 10                                                      | Примічев Олександр Олегович  | 03.11.2010            | вища               | член Партії регіонів                          | Оксамитненський сільський клуб, музичний керівник                           |
| 12                                                      | Желєзняк Нелля Балобеківна   | 03.11.2010            | середня спеціальна | член Партії регіонів                          | Ізмаільський вузол зв'язку, листоноша                                       |
| 15                                                      | Колєв Іван Петрович          | 03.11.2010            | середня            | член Партії регіонів                          | Болградське газове господарство, водій                                      |
| 16                                                      | Колько Олена Іллівна         | 03.11.2010            | середня спеціальна | член Партії регіонів                          | дослідне господарство ім. Суворова, агроном                                 |
| Політична партія Всеукраїнське об'єднання «Батьківщина» |                              |                       |                    |                                               |                                                                             |
| 13                                                      | Шевченко Петро Павлович      | 03.11.2010            | середня спеціальна | член Всеукраїнського об'єднання «Батьківщина» | пенсіонер                                                                   |
| Самовисування                                           |                              |                       |                    |                                               |                                                                             |
| 3                                                       | Солдатова Ніна Георгіївна    | 03.11.2010            | середня спеціальна | позапартійна                                  | тимчасово не працює                                                         |
| 7                                                       | Бербер Анжела Федорівна      | 03.11.2010            | середня спеціальна | член Народної партії                          | приватний підприємець «Кушнаренко А.А», продавець                           |